# Rainer Hauer

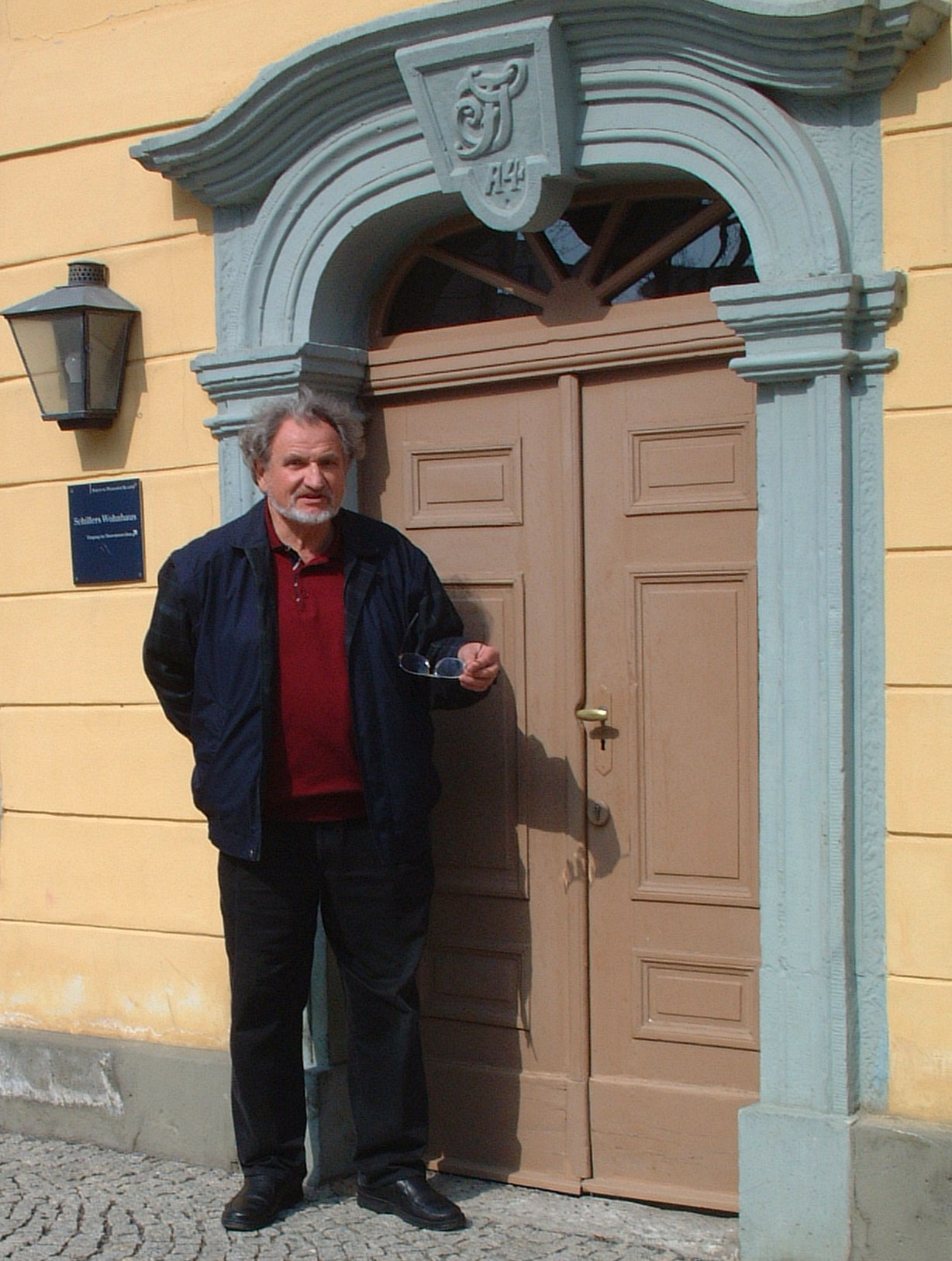
Rainer Hauer

Rainer Hauer (* 6. Juli 1932 in Graz, Österreich) ist ein österreichischer Schauspieler und Regisseur.

## Leben
Geboren und aufgewachsen in Graz. 1955 Promotion zum Dr. phil. (Neuphilologie) mit einer Dissertation über die Dramatik Gerhart Hauptmanns. Daneben Schauspielschule.
Als Schauspieler und Regisseur tätig u. a. an Theatern in Nürnberg, Frankfurt, Stuttgart, Bochum und Berlin. U.a. Zusammenarbeit mit Zadek und Fassbinder, u. a. in dessen Kult-Fernsehserie Acht Stunden sind kein Tag. Dann 15 Jahre (1976–1990) Direktor des Grazer Schauspielhauses.
1990–95 wieder als Schauspieler in Bochum und (in Überlappung) von 1994 bis 1999 am Wiener Burgtheater, dabei u. a. Zusammenarbeit mit Strehler, Peymann und Hollmann.
Seit dem Sommer 1999 ist er als freier Schauspieler regelmäßig bei den Bad Hersfelder Festspielen. Dabei erhielt in den Jahren 1999 und 2002 den Zuschauerpreis und im Jahre 2000 den Kritikerpreis. Daneben Tourneen, Gastspiele, Solo-Programme (live und als CD-Hörbücher) und Vorträge. Auch rege Dozententätigkeit (ao. Univ. Prof.), insbesondere für Sprachgestaltung und Sprechtechnik, u. a. an der Universität für Musik und Darstellende Kunst in Graz, an der Ruhr-Universität Bochum und an Wiener Schauspielschulen.
Gespielte Rollen u. a.: Peer Gynt, Tellheim, Faust, Othello, Macbeth, Kreon, Nathan, der Volksfeind, Galilei, der Bürger als Edelmann (Moliere), Zangler (in Nestroys Jux), der Bassist (die zentrale Rolle) in Thomas Bernhards Die Berühmten. Etwa 50 Inszenierungen von Stücken von Aischylos bis zu Dürrenmatt und Jonesco, darunter Die Perser, Romeo und Julia, Was Ihr Wollt, Iphigenie, Die Dame Vom Maxim, Der Gute Mensch Von Sezuan, Der Besuch Der Alten Dame, Kleiner Mann, Was Nun?

## Auszeichnungen
- 2000: Hersfeld-Preis[2]

## Theater

### Schauspiel
- Leben des Galilei (2002), Titelrolle
- Antigone (1962)

### Regie
- Aus der Fremde, Ernst Jandl – (1980), Uraufführung mit Fernsehaufzeichnung

## Filmografie
- 1972: Acht Stunden sind kein Tag
- 1973: Welt am Draht
- 1973: Die Zärtlichkeit der Wölfe

## Diskografie
- Die Verteidigungsrede des Sokrates, 2000, ISBN 978-3-9807299-1-8
- Abraham a Sancta Clara, 2000, ISBN 978-3-9807299-0-1
- Medi-ZYNISCH-Literarisches Crossover, 2001, ISBN 978-3-9807299-2-5
- Teufels Worte, 2002, ISBN 978-3-9807299-3-2
- Schiller, heiter!, 2005, ISBN 978-3-9807299-5-6
- Herr Goethe macht Theater, 2006, ISBN 978-3-9807299-6-3
- FAUST – ein Mann geht durch Jahrhunderte!, 2007, ISBN 978-3-9807299-7-0